# Ectopie du cristallin

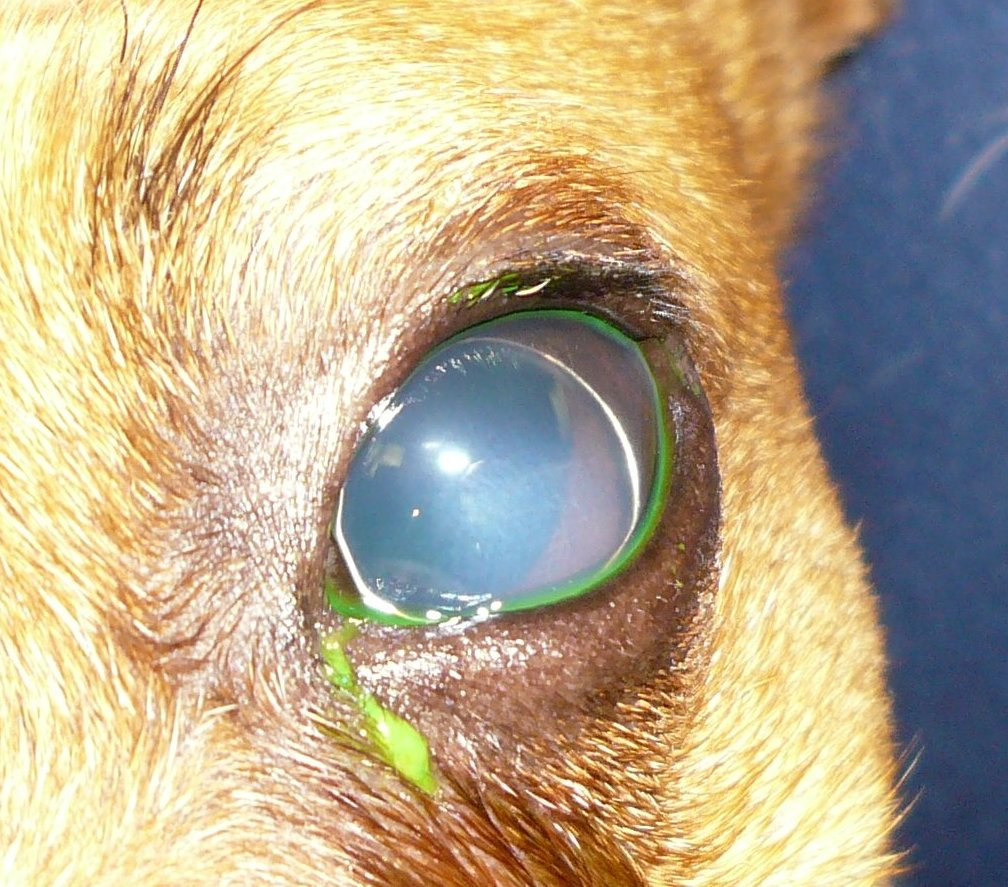
Luxation du cristallin antérieur chez un chien.

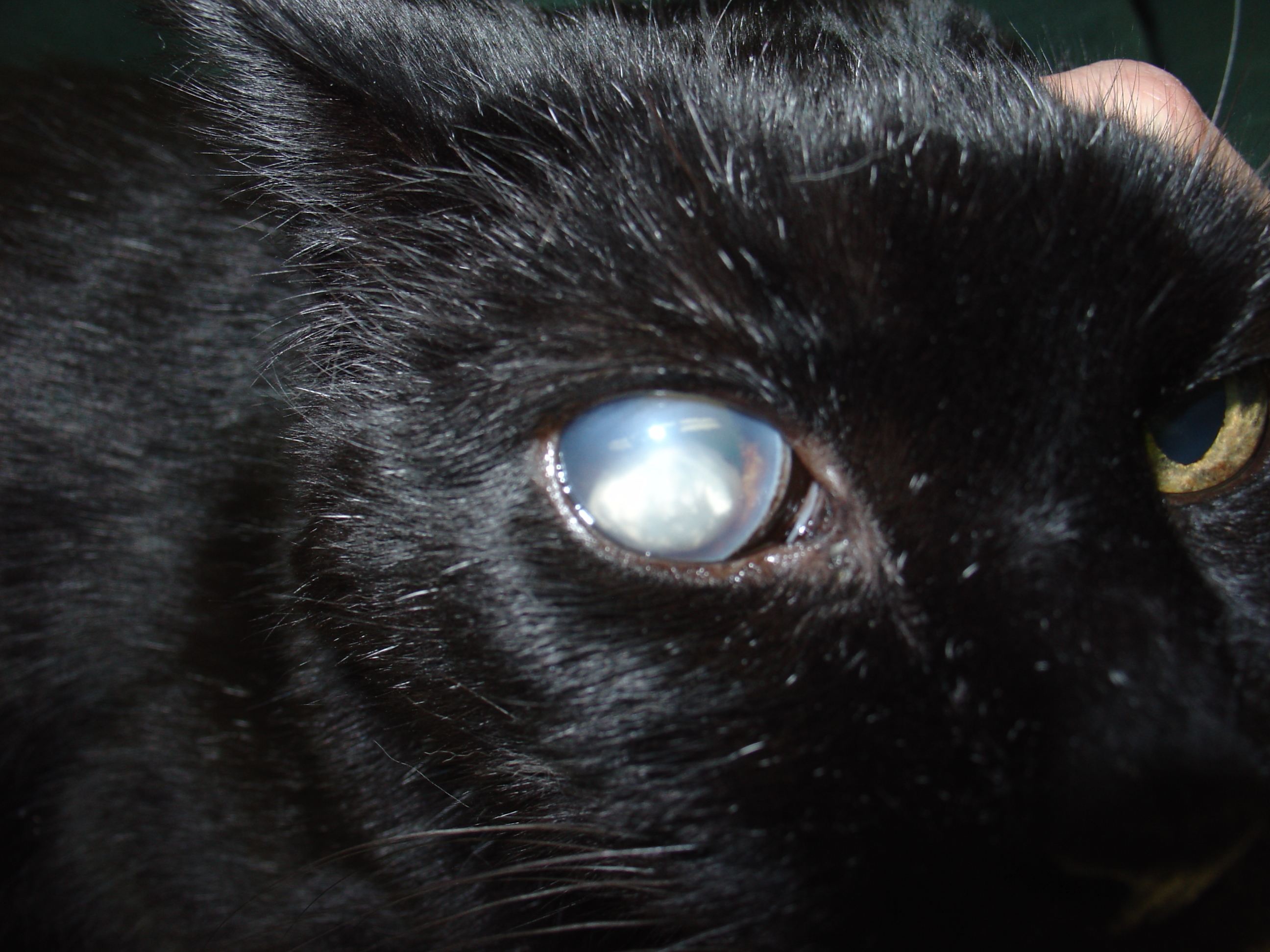
Luxation du cristallin antérieur avec formation de cataracte chez un chat.

L'ectopie du cristallin (ou la lentille ectopique) est un déplacement ou une dislocation du cristallin de l'œil par rapport à son emplacement d'origine. La luxation partielle du cristallin est appelée « subluxation du cristallin » ou « cristallin subluxé » et la luxation complète du cristallin est appelée « luxation du cristallin » ou « cristallin luxé ».

## Ectopie du cristallin chez les animaux: le chien et le chat
Bien qu'observée chez l'homme et les animaux, l'ectopie du cristallin est bien plus fréquente chez le chien. Les zonules ciliaires (ou zonules de Zinn) maintiennent le cristallin en place. Un développement irrégulier de ces zonules peut entraîner alors une ectopie du cristallin, le plus généralement elle est exprimée sous la forme d'une affection bilatérale. La luxation peut également être une affection secondaire causée par un traumatisme, par la formation de cataracte (diminution du diamètre du cristallin peut entraîner l'étirement des zonules jusqu'à les briser) ou par le glaucome (dégénérescence des fibres nerveuses des papilles optiques). Mais l'administration de stéroïdes affaiblit les zonules et peut également entraîner ce déplacement anormal. De plus, la luxation du cristallin chez le chat peut survenir secondairement à une uvéite antérieure (inflammation de l'intérieur de l'œil).

### Luxation antérieure du cristallin
Avec la luxation antérieure du cristallin, la lentille fait pression dans l'iris ou peut même entrer dans la chambre antérieure de l’œil. Ce qui peut causer un glaucome, une uvéite ou bien des dommages à la cornée. L'inflammation de l’œil (cas de l'uvéite) peut causer la constriction de la pupille (myosis) et emprisonne le cristallin dans la chambre antérieure. Ce qui peut entraîner alors l'obstruction des flux de l'humeur aqueuse et, par conséquent, va augmenter la pression oculaire (glaucome). Un meilleur pronostic est fait lors d'une chirurgie oculaire (remplacement du cristallin) avant l'apparition d'un glaucome secondaire (la vision est conservée et la pression intraoculaire sera à nouveau normale).
Cependant, le glaucome secondaire à la luxation antérieure du cristallin est plus rare chez les chats que les chiens, puisqu'ils ont naturellement une chambre antérieure plus profonde et que la liquéfaction de l'humeur vitrée est secondaire à une inflammation chronique. La luxation antérieure du cristallin est considérée comme une urgence ophtalmologique.

### Luxation postérieure du cristallin
Lors d'une luxation postérieure du cristallin, celui-ci retombe dans l'humeur vitrée et reste sur le plancher de l’œil. Ce type de luxation cause, certes moins de problèmes que la luxation postérieure du cristallin, mais les symptômes d'une inflammation oculaire ou de glaucome peuvent également apparaître. La chirurgie oculaire est alors utilisée pour soigner les chiens gravement atteints. En effet, retirer la lentille avant qu'elle ne se déplace vers la chambre antérieure peut justement empêcher le glaucome secondaire.

### Subluxation du cristallin
La subluxation du cristallin touche particulièrement les chiens et on peut la caractériser par le déplacement léger du cristallin. La subluxation peut être reconnue par le tremblement de l'iris (iridonèse) ou du cristallin (phacodonèse) et la présence d'un aphaque croissant (une zone de la pupille où le cristallin est absent ce qui empêche les facultés d'accommodation). D'autres signes de cristallin subluxé peuvent apparaître, tels qu'une légère rougeur conjonctivale, la dégénération de l'humeur vitrée, un prolapsus de l'humeur vitrée (un déplacement de l'humeur vitrée) dans la chambre antérieure et l'augmentation ou diminution de la profondeur de cette chambre antérieure de l’œil. Le fait de retirer le cristallin avant qu'il ne se luxe complètement permet d'empêcher un glaucome secondaire. L’échelon suprême de la subluxation du cristallin est lorsque le cristallin se détache complètement du globe oculaire et se retrouve piégé en-dessous de la capsule de Tenon ou de la conjonctive (la couche plus superficielle de l’œil, appelée communément « le blanc de l’œil », elle se trouve au-dessus de la capsule de Tenon.). Un traitement alternatif de la chirurgie optique entraîne l'utilisation d'un myotique qui resserre la pupille pour empêcher la subluxation du cristallin dans la chambre antérieure.

### Prédisposition des différentes races
Les races de chien de Terrier (terrier irlandais, terrier de Boston, terrier brésilien…) sont plus prédisposées à subir une subluxation du cristallin. Ils ont ainsi probablement hérités du Sealyham Terrier, du Jack Russell Terrier, du Fox Terrier à poil dur, du Rat Terrier, du Teddy Roosevelt Terrier, du Terrier tibétain, du Bull Terrier miniature, du Shar Pei et du Border Collie. Le mode de transmission du cristallin subluxé du Terrier tibétain et du Shar Pei est probablement autosomique récessif. Les Labrador Retrievers et les bouviers australiens sont également prédisposés à la subluxation du cristallin.

## Associations systémiques chez l'Homme
Chez l'Homme, un certain nombre des affections systémiques sont associées à l'ectopie de la lentille.
Les plus communes sont :
- Syndrome de Marfan
- Homocystinurie (vers le bas et vers l'intérieur)
- Syndrome de Weill-Marchesani
- Déficit en sulfite oxydase
- Carence en cofacteur de molybdène
- Hyperlysinémie[7]

Et les cas moins fréquents sont :
- Syndrome d'Ehlers-Danlos
- Maladie de Crouzon
- Syndrome de Refsum
- Syndrome de Kniest
- Dysostose mandibulofaciale
- Syndrome de Sturge-Weber
- Syndrome de Conradi
- Syndrome de Pfaundler
- Syndrome de Pierre-Robin
- Syndrome de Wildervanck
- Difformité de Sprengel[7]